# Sylvain Armand
Sylvain Armand (født 1. august 1980 i Saint-Étienne) er en fransk tidligere fodboldspiller (forsvarsspiller).
Han begyndte karrieren i AS Saint-Étienne i 1996 og kom derefter til l´etrat, hvor han var fra 1998 til 1999, hvor han skiftede til Clermont Foot Auvergne 63. Her var han til 2000, hvorefter han tegnede kontrakt med FC Nantes hvor han var til år 2004, hvor han tegnede kontrakt med Paris Saint-Germain med hvem han i 2006 vandt Coupe de France.